# Codonopsis lanceolata
Кодонопсис ланцетний (Codonopsis lanceolata) — вид рослин родини дзвоникові.

## Будова
Багаторічна ліана завдовжки до 1,5 м. Двоникоподібні квіти з фіолетовою серединою цвітуть з серпня по вересень.

## Поширення та середовище існування
Зростає у Східній Азії (Китай, Японія, Корея).

## Практичне використання
Листя і коріння рослини їстівне в сирому вигляді та у стравах. Коріння використовуються в корейській кухні під назвою «додок» (더덕). З них готують чон, кімчі та салати.
Використовується для лікування багатьох хвороб (у тому числі ВІЛ).

## Галерея

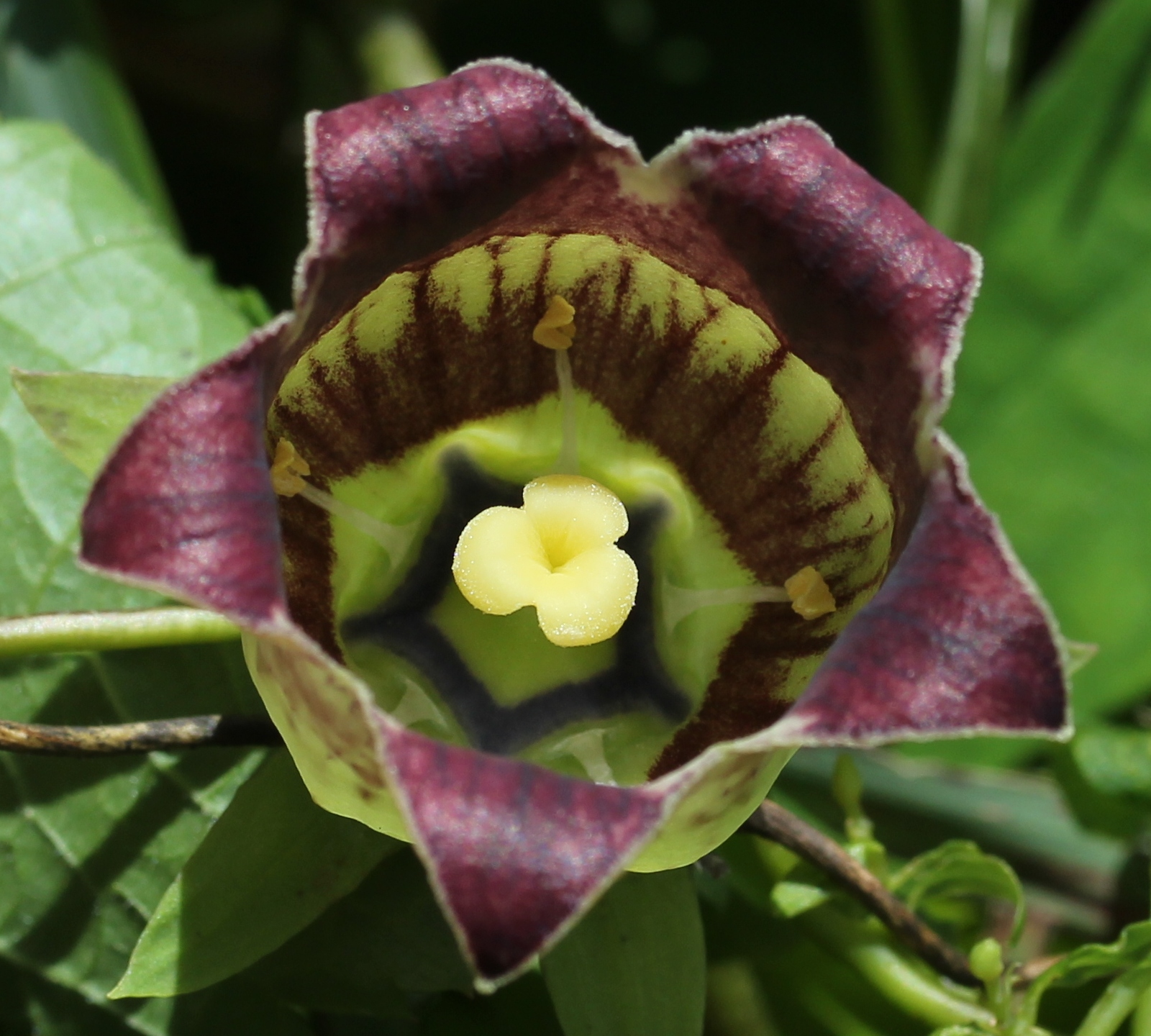
Квітка
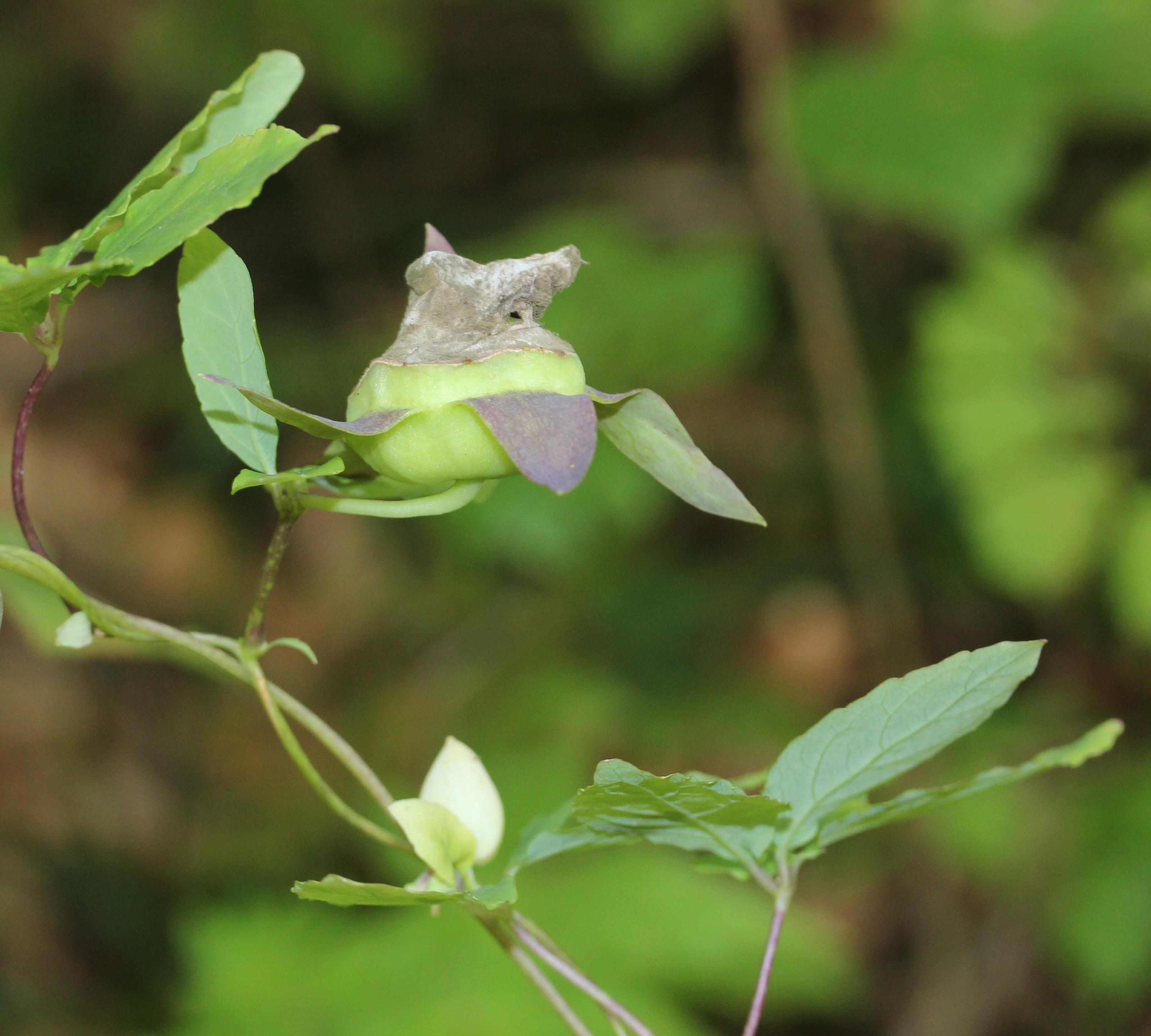
Плід
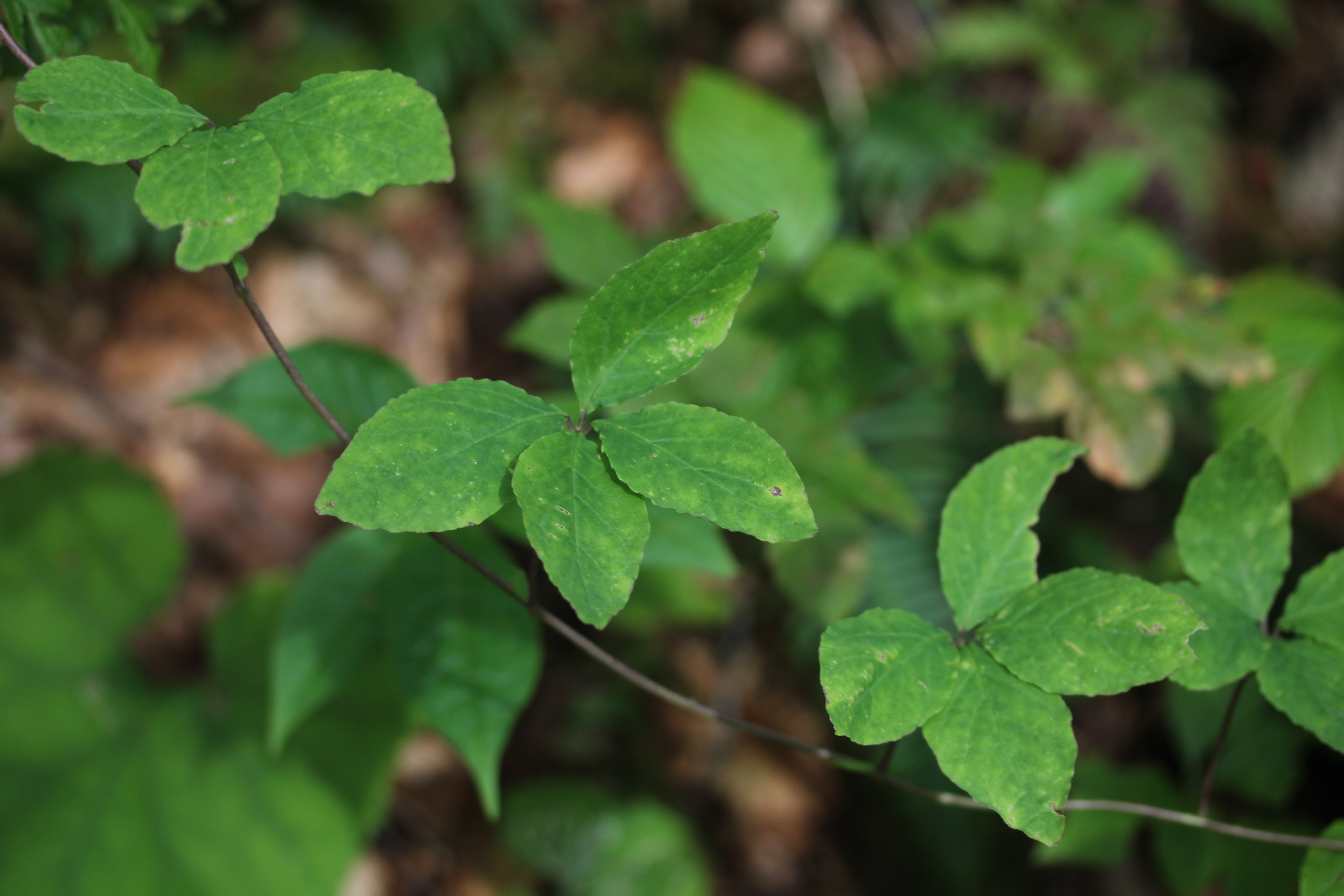
Листя
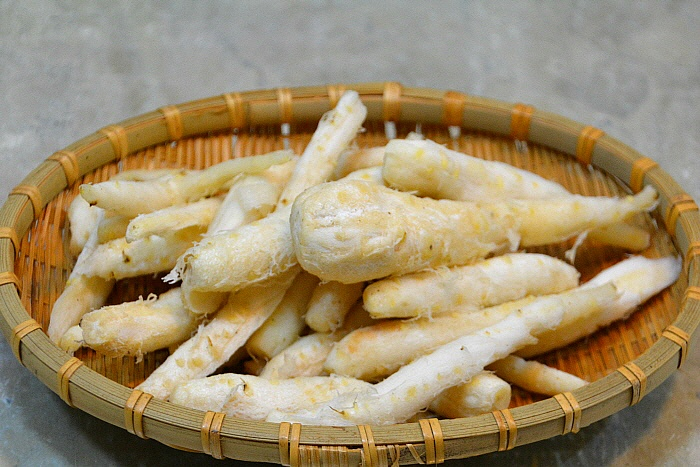
Митий та чищений «деодеок»
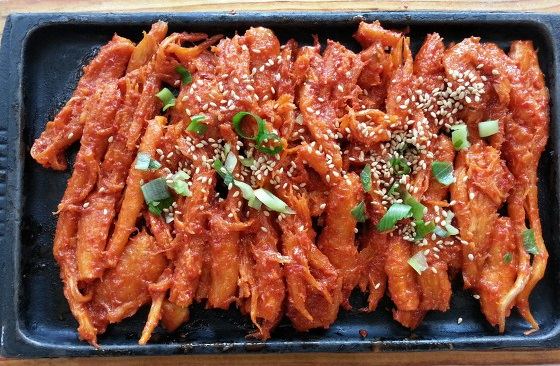
Запечений
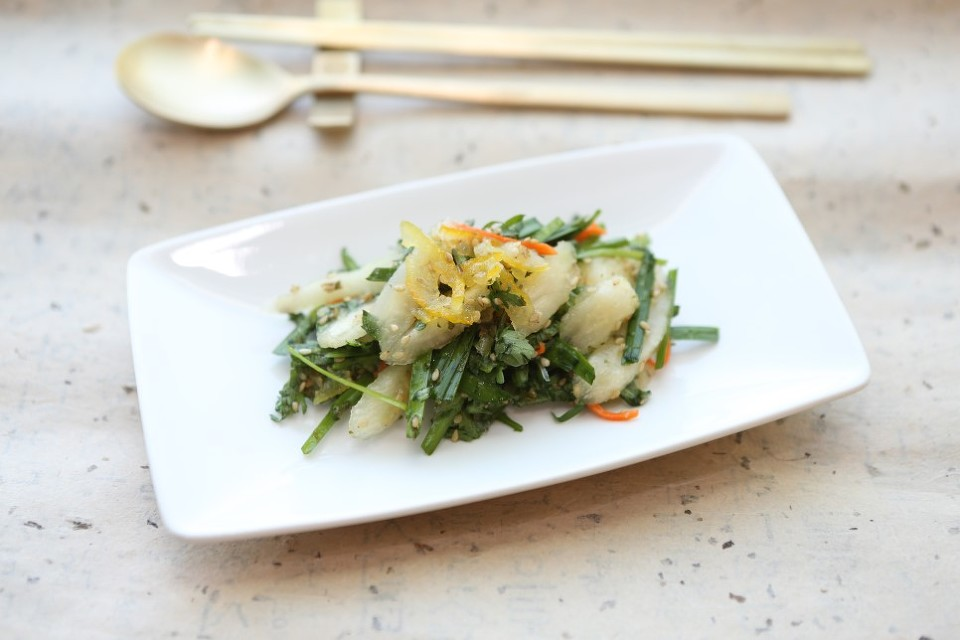
В салаті
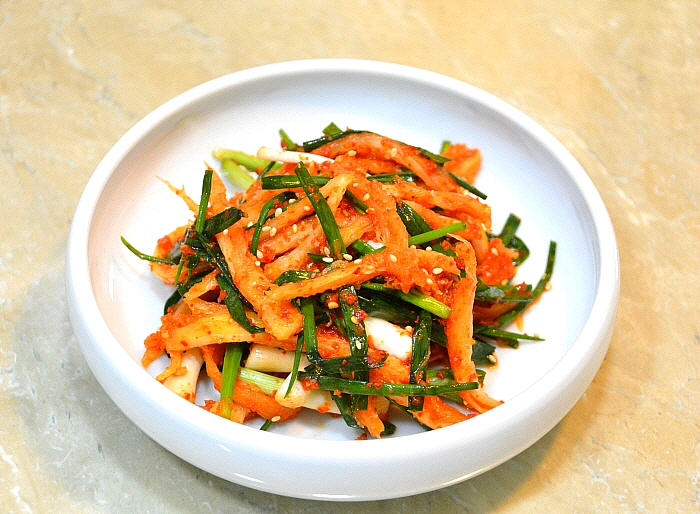
Кімчі